# Зона конфликта
«Зона конфликта» (груз. კონფლიქტის ზონა) — художественный фильм 2009 года, режиссёра Вано Бурдули.
Фильм «Зона конфликта» был представлен в конкурсной программе «Перспектива» XXXI Московского международного кинофестиваля и удостоен приза «За лучший фильм конкурса „Перспективы“».

## Сюжет
В основу сюжета положены реальные события, происходившие в Грузии в 90-х годах XX века. После распада Советского Союза на Кавказе начинается гражданская и этническая война, превратившая процветающую землю в одну большую пылающую зону межнационального конфликта.
1992 год, война в Абхазии. После поездки в Карабах и конфликта с отцом Георгий уезжает в зону боевых действий, где служит вместе со Спартаком, снайпером из Сухуми, который без промедления убивает попавших в плен сепаратистов, «чтобы другие их до смерти не забивали». Генерал, руководящий отрядом, просит Георгия и Спартака поехать в Тбилиси либо в Карабах и достать снаряды для пушек. Но Георгий отказывается, сославший на ранение, а принципиальный Спартак не собирается никуда ехать, пока не убьет женщину-снайпера со стороны сепаратистов, стреляющую в пах его сослуживцам. Но генерал требует срочно снаряды, которые можно достать в Карабахе благодаря связям Георгия с полковником Нуриевым. Сам Георгий не едет, но дает Спартаку адрес Гоглико в Тбилиси и просит проведать Яну. Взамен Спартак оставляет Георгию свою винтовку и просит добыть для него голову сепаратистской снайперши.
Приехав в Тбилиси, Спартак обнаруживает, что Гоглико стал героиновым наркоманом, а Яна занимается проституцией после того, как её бросил Георгий. Сначала Гоглико принимает Спартака за работника военкомата, но тот объясняет ему, что ему срочно нужно добыть снаряды для гаубиц и отвезти их в Абхазию. У самого Гоглико тоже проблемы — он должен срочно вернуть долг бандитам, иначе те расправятся с ним. По дороге на нефтебазу Гоглико начинает подтрунивать над именем Спартака, за что тот разбивает ему нос резким торможением и обещает придушить, если Гоглико не умолкнет. Директор нефтебазы не желает давать им деньги, но Гоглико обещает забрать у него игрушечного коня для внука и отвезти на фронт вместо снарядов, упомянув, что директор кинул генерала. Испуганный директор тут же отдает Спартаку и Гоглико деньги на снаряды, которые последний предлагает поделить на двоих, а свою долю потратить на героин. Разъяренный Спартак приставляет пистолет к голове Гоглико и предлагает ему отдать деньги либо быть убитым. Тот замечает, что если его не застрелит Спартак, то все равно убьют бандиты, которым он задолжал и решает не ехать в Карабах. Спартак уговаривает Гоглико разобраться с бандитами и при возвращении долга отбирает деньги у бандитов, которые обещают убить их обоих, если найдут. В знак благодарности Гоглико отводит Спартака на вечеринку, где тот занимается сексом с одной из посетительниц прямо на улице. Ночью они продолжают путь в Карабах за снарядами, в то время как бандиты ищут их по всему Тбилиси. В придорожной забегаловке Спартак рассказывает, что не собирался идти на войну, пока муж его сестры не перешел на сторону сепаратистов и не сжег его дом в Сухуми, унаследованный от отца.
Добравшись до Карабаха, Спартак и Гоглико встречаются с полковником Нуриевым, который говорит, что не может продать или отдать им снаряды. Полковник неустанно ругает Гоглико, который трижды в год приезжает в Карабах затариться героином и предлагает Спартаку снаряды в обмен за услугу — подорвать железнодорожный мост из Грузии в Армению, чтобы нефтяные эшелоны из Грузии не могли дойти до места назначения. Спартак и Гоглико соглашаются на эту сделку и подрывают мост. На месте подрыва безалаберный Гоглико теряет военное удостоверение Георгия со своей фотографией. Выполнив свои обязательства, они возвращаются в Тбилиси и решают расслабиться в серных банях, где натыкаются на бандитов, у которых Спартак отнял деньги. Затем они навещают Яну, которая беременна от Георгия. Спартак советует Гоглико прекратить употреблять наркотики и отдать Яне деньги, сэкономленные от сделки с азербайджанцами. В этот момент их машину расстреливают бандиты и убивают Спартака. Выживший Гоглико решает отвезти снаряды в Абхазию и повидаться с Георгием.
Засевший в лесу Георгий наконец подстреливает сепаратистскую снайпершу, чьей головы так хотел Спартак. Неся её к себе в отряд, он видит подъехавший грузовик Спартака, из которого выходит Гоглико. Удивленный Георгий думает, что Спартак привез Гоглико в Абхазию и просит его посторожить раненую снайпершу. Тот делает ей укол героина и начинает философскую беседу с ней, рассуждая о том, какая она красивая и какой хорошей матерью могла бы быть в мирной жизни. Затем он обещает прекратить употреблять наркотики и даже признается ей в любви, не замечая, что снайперша мертва. Подошедший Георгий и его сослуживцы спрашивают Гоглико, где Спартак. Тот сообщает им о гибели их снайпера, которого хоронят близ линии фронта. Георгий пытается отправить Гоглико в Тбилиси, но тот отказывается и советует ему самому ехать в столицу, так как Яна ждет от Георгия ребёнка. Георгий оставляет винтовку Спартака Гоглико, а сам уезжает. Подошедший генерал озадачивает Гоглико тем, что привезенные им снаряды не подходят к орудиям и просит поехать в Карабах ещё раз, чтобы привезти подходящие орудия.

## В ролях
- Михаил Месхи-младший — Гоглико
- Зураб Ингороква — Спартак, он же «местный»
- Зураб Кипшидзе
- Нини Бадурашвили
- Леван Доборджгинидзе — Георгий
- Дато Иашвили — Дуда
- Сандро Какулия — Сандрик
- Нуца Кухинидзе — Яна
- Нато Мурванидзе — снайперша-сепаратистка

## Съёмочная группа
- Режиссёр-постановщик: Вано Бурдули.
- Автор сценария: Ираклий Соломонашвили.
- Оператор-постановщик:Беридзе, Георгий
- Художник-постановщик:Джапаридзе, Котэ
- Художник по костюмам: Тинатин Квиникадзея
- Монтаж: Нодар Нозадзе.
- Композиторы: Ниаз Диасамидзе.
- Исполнительный продюсер: Звиад Алханаидзе.
- Продюсеры:
  - Арчил Геловани
  - Коринтели, Леван

## Награды
- На 31-м Московском международном кинофестивале фильм «Зона конфликта» был представлен в конкурсной программе «Перспектива» и получил приз «За лучший фильм конкурса „Перспективы“».

## Технические данные
- Производство:
  - Независимый Кинопроект
  - на производственно-технической базе киноконцерна «Independent Film Service» Грузия

- Художественный фильм, цветной, Dolby Digital, 81 мин.
- Первый показ в кинотеатре: 3 сентября 2009 г.